# Nellie Kim
Nellie Vladimirovna Kim, em em russo:  Нелли Владимировна Ким, (Chimkent, 29 de julho de 1957) é uma ex-ginasta da União Soviética, nascida na então república soviética do Cazaquistão.
Era considerada "rival" de Nadia Comăneci. Conquistou quatro medalhas na Olimpíada de Montreal, em 1976, sendo três de ouro (com destaque ao solo) e uma de prata (individual geral). Nas Olimpíadas de Moscou, em 1980, Nellie conquistou duas medalhas de ouro, uma em equipe e outra no solo.
Hoje, a ginasta é presidente do Comitê Técnico da Ginástica Artística Feminina da FIG.

## Biografia
Nellie Kim é filha do  coreano soviético Vladmir Kim e da tartara Alfiya. Aos nove anos de idade, Kim entrou para a escola de esportes para jovens da cidade de Chimkent, da Sociedade Esportiva Espartacus. Seus dois irmãos – o mais jovem Alexander e irmã Irina – também inscreveram-se na escola de ginástica e treinaram por algum tempo: O menino retirou-se para praticar boxe e Irina, apesar de considerada mais talentosa que Nellie, afastou-se do desporto em virtude das exigências da modalidade e incansáveis treinamentos.
Nellie Kim ganhou um apelido de um dos treinadores da equipe soviética ao ser chamada para o telefone. Em um chamado rápido, Vladislav Rastorotsky a chamou de Kim Nellie. Kim é fluente em russo, inglês e italiano.

## Carreira
A carreira profissional de Kim começou aos doze anos e encerrou-se após as Olimpíadas de Moscou, em 1980, quando tinha completos 23 anos de idade.

### URSS Júnior
Kim fora treinada por Vladimir Baidin e sua esposa, Galina Barkova. Inicialmente vista como uma ginasta sem muita flexibilidade, Nellie compensou esta dificuldade com uma técnica superior as demais e rotinas de maior dificuldade.
Uma das primeiras competições bem sucedidas de Kim foi sua vitória no Campeonato Espartacus, sediado em Chimkent – 1969. No ano seguinte, a ex-ginasta Larissa Latynina declarou que a jovem não teria futuro na modalidade. Após tomar conhecimento destas palavras, Nellia só não abandonou seus treinamentos por receber o apoio de Baidin. E, dois anos mais tarde, competia no Campeonato Soviético Júnior, no qual finalizou sua participação na 15º colocação.  No ano seguinte, uma vitória no Campeonato Nacional a tornou membro da equipe nacional júnior, na qual permaneceu até o fim daquele ano.

### URSS Sênior
Em 1973, aos dezesseis anos, a atleta ingressava na categoria sênior soviética. Sua primeira competição internacional, foi a All-Union Youth Sports Games, na qual terminou na primeira colocação do concurso geral e ainda conquistou as medalhas de ouro em mais dois aparelhos. Na Copa Soviética, no entanto, a ginasta não ultrapassou a oitava colocação no individual geral e conquistou nova medalha de ouro, nas barras assimétricas. Finalizando o ano, deu-se a Copa Chunichi, no Japão. Nela, a ginasta conquistou nova primeira posição no concurso geral.
No posterior ano, na Copa Soviética, após conquistar o segundo lugar no concurso geral, Nellie fora convocada a integrar a equipe que competiria no Campeonato Mundial daquele ano, em outubro . Em 1975, no Pré-Olímpico (Teste Canadense), Nellie tornou-se a maior esperança soviética de medalhas, após encerrar a competição com quatro medalhas: uma prata no all aroud e três ouros – salto, trave e solo. Nesta época, Latynina retirava suas palavras a respeito do talento da ginasta. Um ano mais tarde, a atleta conquistava um novo primeiro lugar no concurso geral, superando ginastas como Olga Korbut e Ludmilla Tourischeva, consideradas pela imprensa, líderes da equipe soviética.
Seu último Campeonato Nacional foi em 1980, no qual conquistara mais um concurso geral. Após os Jogos Olímpicos de Moscou, Nellie encerrou sua carreira.

## Campeonatos Mundiais de Ginástica Artística
Foram três as participações de Kim em campeonatos mundiais. Em todas as edições, a ginasta conquistou medalhas.

### Varna 1974
Em sua primeira participação em um Campeonato Mundial, edição esta realizada na Bulgária, Nelli esteve ao lado de Nina Dronova, Olga Korbut, Elvira Saadi, Rusudan Sikharulidze e Ludmilla Tourischeva.
Na disputa por equipes, as soviéticas conquistaram a medalha de ouro, seguidas das alemãs orientais e das húngaras. Já em sua segunda e última final, Kim conquistou a medalha de bronze, ao ser superada por suas compatriotas Tourischeva e Korbut, na disputa da trave.

### Estransburgo 1978
Nesta segunda edição, na França, agora aos 21 anos, Kim disputava quatro das seis finais da modalidade.
Na primeira, por equipes, a ginasta soviética, conquistava o bicampeonato mundial ao lado de Maria Filatova, Natalia Shaposhnikova, Elena Mukhina, Svetlana Agapova e Tatiana Arzhannikova. Na segunda disputa, o individual geral, Nelli fora superada apenas pela compatriota Mukhina e terminou com a medalha de prata. Nas finais individuais por aparelhos, a primeira que Kim disputou foi no salto, prova em que superou a romenaNadia Comaneci e conquistou o ouro. Na última, do solo, a soviética fora medalhista de prata.

### Fort Worth 1979
Em sua última participação em um Mundial, edição esta realizada nos Estados Unidos, Nellie participou de cinco das seis finais.
Na disputa por equipes - ao lado de Maria Filatova, Elena Naimushina, Natalia Shaposhnikova, Natalia Tereschenko e Stella Zakharova – Kim terminou na segunda colocação, atrás da equipe romena. Já no concurso geral, Nellie conquistava a medalha de ouro. Nas finais por aparelhos, a ginasta foi bronze no salto sobre o cavalo - ao lado da alemã oriental Steffi Kraker, já na trave e no solo, medalhas de prata.

## Jogos Olímpicos
Em sua carreira, Nellie participou de duas edições olímpicas e em ambas conquistou medalhas.

### Montreal 1976
Em sua primeira disputa olímpica, aos dezenove anos, Nellie participou de quatro finais.
A primeira dela, por equipes, deu à ginasta e às suas companheiras - Maria Filatova, Svetlana Grozdova, Olga Korbut, Elvira Saadi e Ludmilla Tourischeva - a medalha de ouro, ao superarem as nações da Romênia (prata) e da Alemanha Oriental (bronze) . Na seguinte final, do concurso geral, nova medalha para a atleta, de prata, ao ser superada por Nadia Comaneci, por 0,600 ponto. Nas finais por aparelhos individuais, Nellie subiu ao pódio mais duas vezes. Na primeira, a final do salto, medalha de ouro para a soviética, que superou sua companheira de equipe, Tourischeva e a alemã oriental Carola Dombeck. Na última, o solo, mais uma medalha de ouro para Kim, superando novamente sua companheira de equipe, Tourischeva e a romena Comaneci. Em ambas as provas, Nellie atingiu a nota dez, primeiramente conquistada por Comaneci, nesta mesma edição e na prova das barras assimétricas.

### Moscou 1980
Em sua última participação olímpica, Nellie conquistou mais duas medalhas em duas finais. Na primeira, por equipes, Kim conquistou, ao lado das companheiras Yelena Davydova,
Maria Filatova, Yelena Naimushina, Natalia Shaposhnikova e Stella Zakharova, a o bicampeonato olímpico, superando novamente as equipes romena (prata) e alemã (bronze). Na última final, empatada com a romena Nadia Comaneci, Nellie conquistou a medalha de ouro na disputa do solo com o total de 19,875.
Desse modo, Kim encerrou suas participações olímpicas com o total de seis medalhas – cinco de ouro e uma de prata.

## Principais resultados
| Ano  | Evento                                    | AA                | Equipe           | Salto sobre o cavalo | Trave             | Barras assimétricas | Solo              |
| ---- | ----------------------------------------- | ----------------- | ---------------- | -------------------- | ----------------- | ------------------- | ----------------- |
| 1973 | Campeonato Soviético                      |                   |                  |                      | Medalha de ouro   |                     |                   |
| 1974 | Campeonato Mundial de Ginástica Artística |                   | Medalha de ouro  |                      |                   | Medalha de bronze   |                   |
| 1974 | Copa Soviética                            | Medalha de prata  |                  |                      |                   |                     |                   |
| 1974 | Campeonato Soviético                      | Medalha de bronze |                  | Medalha de prata     | Medalha de prata  |                     |                   |
| 1975 | Campeonato Europeu                        | Medalha de prata  |                  | Medalha de bronze    | Medalha de bronze | Medalha de prata    | Medalha de ouro   |
| 1975 | Copa Soviética                            | Medalha de prata  |                  |                      |                   |                     |                   |
| 1975 | Campeonato Soviético                      | Medalha de ouro   |                  | Medalha de prata     | Medalha de ouro   | Medalha de ouro     | Medalha de ouro   |
| 1976 | Copa Soviética                            | Medalha de ouro   |                  |                      |                   |                     |                   |
| 1976 | Campeonato Soviético                      |                   |                  | Medalha de ouro      | Medalha de prata  | Medalha de ouro     |                   |
| 1976 | Jogos Olímpicos                           | Medalha de prata  | Medalha de ouro  | Medalha de ouro      |                   | 6°                  | Medalha de ouro   |
| 1977 | Campeonato Europeu                        | Medalha de bronze |                  | Medalha de ouro      |                   | Medalha de prata    | Medalha de bronze |
| 1978 | Campeonato Mundial de Ginástica Artística | Medalha de prata  | Medalha de ouro  | Medalha de ouro      |                   |                     | Medalha de ouro   |
| 1978 | Campeonato Soviético                      |                   |                  | Medalha de prata     |                   |                     |                   |
| 1979 | Campeonato Mundial de Ginástica Artística | Medalha de ouro   | Medalha de prata | Medalha de bronze    |                   | Medalha de prata    | Medalha de prata  |
| 1979 | Copa do Mundo                             | Medalha de prata  |                  | Medalha de bronze    |                   | Medalha de bronze   |                   |
| 1979 | Campeonato Soviético                      |                   |                  | Medalha de prata     | Medalha de prata  |                     | Medalha de ouro   |
| 1980 | Campeonato Soviético                      | Medalha de ouro   |                  |                      |                   |                     |                   |
| 1980 | Jogos Olímpicos                           |                   | Medalha de ouro  |                      |                   |                     | Medalha de ouro   |

## Vida após a ginástica

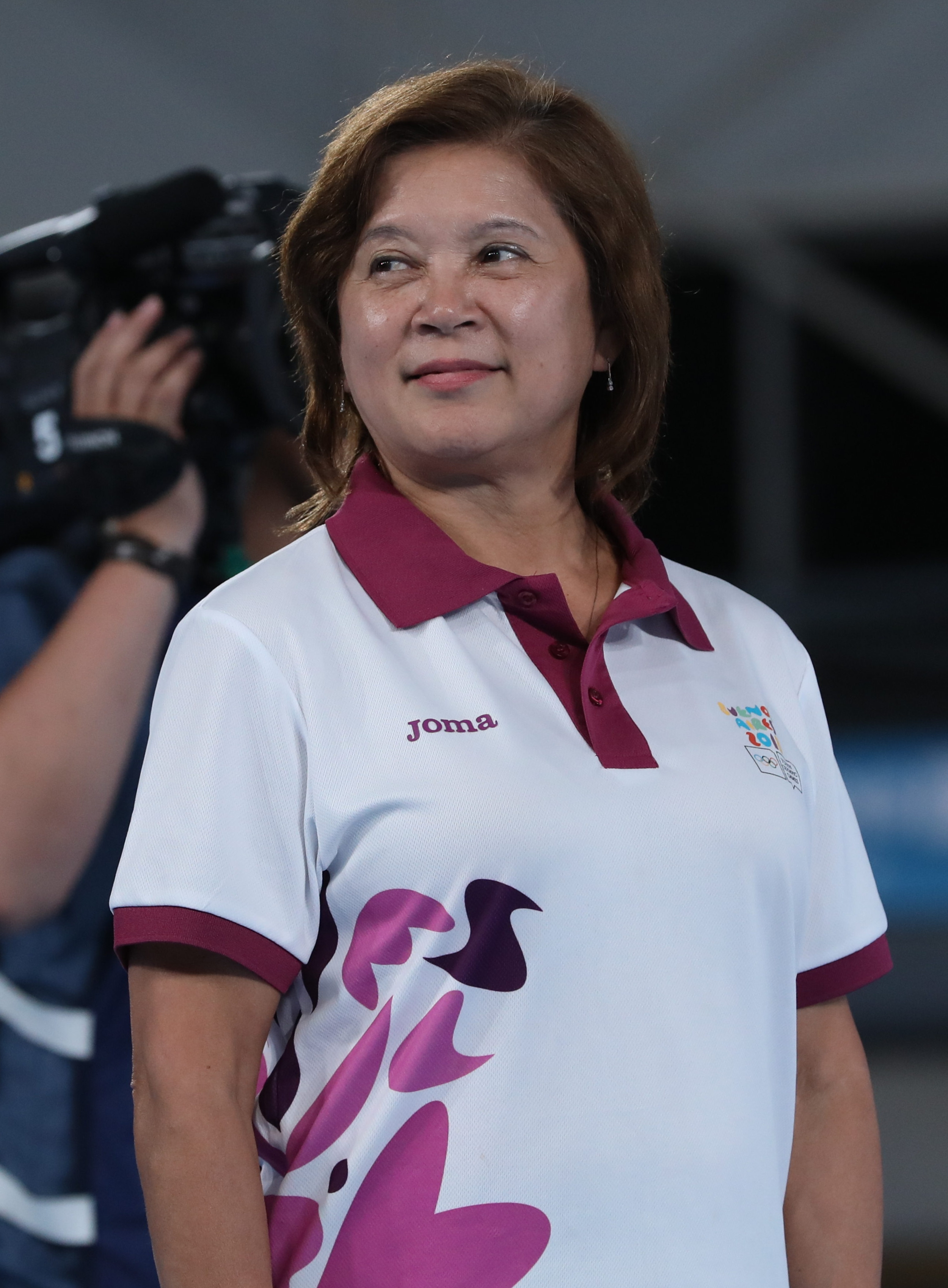
Nellie Kim em 2018

Após encerrar sua carreira de ginasta, Kim começou a trabalhar como técnica. Em seu curriculum as equipes nacionais da Coreia do Norte, Itália e Bielorrússia. Em 1984, Nellie tornou-se juíza internacional oficial e atuou em muitas competições internacionais, inclusive nas de grande porte, como o Campeonato Europeu, o Campeonato Mundial de Ginástica Artística e os Jogos Olímpicos. Desde 1993, Kim é a presidente do Comitê Julgador da Ginástica Artística da Bielorrússia.
Em 1996, Nellie fora eleita membro do Comitê Técnico de Ginástica Artística Feminina da Federação Internacional de Ginástica, a FIG. Oito anos mais tarde, a ex-ginasta veio a se tornar presidente deste Comitê, cargo exercido a partir do ano seguinte. Ainda em 2004, Kim participou da elaboração do novo Código de Pontos, que eliminou a nota dez perfeita - em decorrência dos escândalos de favorecimentos nas Olimpíadas de Atenas, entre eles, para com o russo Alexei Nemov . Tal medida, liderada por Nellie e o presidente da FIG, Bruno Grandi, teve o sentido de preservar a integridade das apresentações ginásticas, bem como prever futuros escândalos. 
Antes de sua eleição para a presidência do Comitê Técnico, Nellie entrou no International Gymnastics Hall of Fame, em 1999. Hoje, a ex-atleta, preside o Comitê em seu novo lar, os Estados Unidos, onde reside com sua filha.